# Каспийска блатна костенурка
 За срещащия се в България вид вижте Южна блатна костенурка.  
Каспийските блатни костенурки (Mauremys caspica) са вид влечуги от семейство Азиатски речни костенурки (Geoemydidae).
Разпространени са в сладководни водоеми между централна Мала Азия и Туркменистан. Достигат дължина на черупката около 25 сантиметра. Хранят се с различни водни безгръбначни и растения, като младите са предимно месоядни, а с напредването на възрастта започват да ядат повече растителна храна.